# Abu Dhabi Tour 2015
L'Abu Dhabi Tour 2015, prima edizione della corsa, si svolse in quattro tappe dall'8 all'11 ottobre 2015 su un percorso di 555 km. Fu vinta dal colombiano Esteban Chaves, in forza all'Orica-GreenEDGE.

## Tappe
| Tappa  | Data       | Percorso                                                  | km  | Vincitore di tappa | Leader cl. generale |
| ------ | ---------- | --------------------------------------------------------- | --- | ------------------ | ------------------- |
| 1ª     | 8 ottobre  | Qasr Al Sarab > Madinat Zayed                             | 175 | Andrea Guardini    | Andrea Guardini     |
| 2ª     | 9 ottobre  | Abu Dhabi (Circuito di Yas Marina) > Abu Dhabi (Yas Mall) | 130 | Elia Viviani       | Elia Viviani        |
| 3ª     | 10 ottobre | Al Ain (Al Qattara Souq) > Jebel Hafeet                   | 140 | Esteban Chaves     | Esteban Chaves      |
| 4ª     | 11 ottobre | Abu Dhabi (Circuito di Yas Marina)                        | 110 | Elia Viviani       | Esteban Chaves      |
| Totale | Totale     | Totale                                                    | 555 |                    |                     |

## Squadre e corridori partecipanti
| N.    | Cod. | Squadra                     |
| ----- | ---- | --------------------------- |
| 1-6   | AST  | Astana Pro Team             |
| 11-16 | BMC  | BMC Racing Team             |
| 21-26 | BOA  | Bora-Argon 18               |
| 31-36 | COL  | Colombia                    |
| 41-46 | DPC  | Drapac Professional Cycling |
| 51-56 | EQS  | Etixx-Quick Step            |
| 61-66 | LAM  | Lampre-Merida               |
| 71-76 | MOV  | Movistar Team               |
| 81-86 | MTN  | MTN-Qhubeka                 |

| N.      | Cod. | Squadra             |
| ------- | ---- | ------------------- |
| 91-96   | OGE  | Orica-GreenEDGE     |
| 101-106 | SKD  | Skydive Dubai       |
| 111-116 | TGA  | Team Giant-Alpecin  |
| 121-126 | KAT  | Team Katusha        |
| 131-136 | SKY  | Team Sky            |
| 141-149 | WGN  | Team WIGGINS        |
| 151-156 | TCS  | Tinkoff-Saxo        |
| 161-166 | UAE  | Emirati Arabi Uniti |
| 171-176 | UHC  | UnitedHealthcare    |

## Dettagli delle tappe

### 1ª tappa
8 ottobre: Qasr Al Sarab > Madinat Zayed – 175 km
Risultati
| Pos. | Corridore       | Squadra      | Tempo    |
| ---- | --------------- | ------------ | -------- |
| 1    | Andrea Guardini | Astana       | 4h21'11" |
| 2    | Tom Boonen      | Etixx-Q.S.   | s.t.     |
| 3    | Daniele Bennati | Tinkoff-Saxo | s.t.     |

| Pos. | Corridore       | Squadra      | Tempo    |
| ---- | --------------- | ------------ | -------- |
| 1    | Andrea Guardini | Astana       | 4h21'11" |
| 2    | Tom Boonen      | Etixx-Q.S.   | a 4"     |
| 3    | Daniele Bennati | Tinkoff-Saxo | a 6"     |

### 2ª tappa
9 ottobre: Abu Dhabi (Circuito di Yas Marina) > Abu Dhabi (Yas Mall) – 130 km
Risultati
| Pos. | Corridore      | Squadra      | Tempo    |
| ---- | -------------- | ------------ | -------- |
| 1    | Elia Viviani   | Team Sky     | 3h02'07" |
| 2    | Peter Sagan    | Tinkoff-Saxo | s.t.     |
| 3    | Fabio Sabatini | Etixx-Q.S.   | s.t.     |

| Pos. | Corridore       | Squadra      | Tempo    |
| ---- | --------------- | ------------ | -------- |
| 1    | Elia Viviani    | Team Sky     | 7h23'08" |
| 2    | Andrea Guardini | Astana       | s.t.     |
| 3    | Peter Sagan     | Tinkoff-Saxo | a 4"     |

### 3ª tappa
10 ottobre: Al Ain (Al Qattara Souq) > Jebel Hafeet – 140 km
Risultati
| Pos. | Corridore      | Squadra    | Tempo    |
| ---- | -------------- | ---------- | -------- |
| 1    | Esteban Chaves | Orica-G.E. | 3h28'04" |
| 2    | Fabio Aru      | Astana     | a 12"    |
| 3    | Wout Poels     | Team Sky   | a 21"    |

| Pos. | Corridore      | Squadra    | Tempo     |
| ---- | -------------- | ---------- | --------- |
| 1    | Esteban Chaves | Orica-G.E. | 10h51'12" |
| 2    | Fabio Aru      | Astana     | a 16"     |
| 3    | Wout Poels     | Team Sky   | a 27"     |

### 4ª tappa
11 ottobre: Abu Dhabi (Circuito di Yas Marina) – 110 km
Risultati
| Pos. | Corridore       | Squadra      | Tempo    |
| ---- | --------------- | ------------ | -------- |
| 1    | Elia Viviani    | Team Sky     | 2h22'43" |
| 2    | Peter Sagan     | Tinkoff-Saxo | s.t.     |
| 3    | Andrea Guardini | Astana       | s.t.     |

| Pos. | Corridore      | Squadra    | Tempo     |
| ---- | -------------- | ---------- | --------- |
| 1    | Esteban Chaves | Orica-G.E. | 13h13'55" |
| 2    | Fabio Aru      | Astana     | a 16"     |
| 3    | Wout Poels     | Team Sky   | a 27"     |

## Evoluzione delle classifiche
| Tappa              | Vincitore          | Classifica generale Maglia rossa | Classifica a punti Maglia verde | Classifica giovani Maglia bianca | Classifica sprint intermedi Maglia nera |
| ------------------ | ------------------ | -------------------------------- | ------------------------------- | -------------------------------- | --------------------------------------- |
| 1                  | Andrea Guardini    | Andrea Guardini                  | Andrea Guardini                 | Songezo Jim                      | Paul Voss                               |
| 2                  | Elia Viviani       | Elia Viviani                     | Elia Viviani                    | Peter Sagan                      | Alessandro Bazzana                      |
| 3                  | Esteban Chaves     | Esteban Chaves                   | Alessandro Bazzana              | Esteban Chaves                   | Alessandro Bazzana                      |
| 4                  | Elia Viviani       | Esteban Chaves                   | Elia Viviani                    | Esteban Chaves                   | Alessandro Bazzana                      |
| Classifiche finali | Classifiche finali | Esteban Chaves                   | Elia Viviani                    | Esteban Chaves                   | Alessandro Bazzana                      |

## Classifiche finali

### Classifica generale - Maglia rossa
| Pos. | Corridore          | Squadra          | Tempo     |
| ---- | ------------------ | ---------------- | --------- |
| 1    | Esteban Chaves     | Orica-G.E.       | 10h51'12" |
| 2    | Fabio Aru          | Astana           | a 16"     |
| 3    | Wout Poels         | Team Sky         | a 27"     |
| 4    | Janez Brajkovič    | UnitedHealthcare | a 41"     |
| 5    | Diego Ulissi       | Lampre-Merida    | a 41"     |
| 6    | Gianluca Brambilla | Etixx-Quick Step | a 1'23"   |
| 7    | Alejandro Valverde | Movistar Team    | a 1'29"   |
| 8    | Leopold König      | Team Sky         | a 1'29"   |
| 9    | Vincenzo Nibali    | Astana           | a 1'29"   |
| 10   | Patrick Konrad     | Bora-Argon 18    | a 1'40"   |

### Classifica a punti - Maglia verde
| Pos. | Corridore          | Squadra          | Punti |
| ---- | ------------------ | ---------------- | ----- |
| 1    | Elia Viviani       | Team Sky         | 49    |
| 2    | Andrea Guardini    | Astana           | 35    |
| 3    | Peter Sagan        | Tinkoff-Saxo     | 32    |
| 4    | Alessandro Bazzana | UnitedHealthcare | 29    |
| 5    | Gianluca Brambilla | Etixx-Quick Step | 21    |
| 6    | Esteban Chaves     | Orica-GreenEDGE  | 20    |
| 7    | Aleksej Lucenko    | Astana           | 18    |
| 8    | Andrea Palini      | Skydive Dubai    | 18    |
| 9    | Fabio Aru          | Astana           | 16    |
| 10   | Marco Canola       | UnitedHealthcare | 16    |

### Classifica giovani - Maglia bianca
| Pos. | Corridore        | Squadra       | Tempo     |
| ---- | ---------------- | ------------- | --------- |
| 1    | Esteban Chaves   | Orica-Green.  | 10h51'12" |
| 2    | Fabio Aru        | Astana        | a 16"     |
| 3    | Patrick Konrad   | Bora-Argon 18 | a 1'40"   |
| 4    | Brendan Canty    | Drapac        | a 2'27"   |
| 5    | Carlos Verona    | Etixx-Q.S.    | a 2'51"   |
| 6    | Emanuel Buchmann | Bora-Argon 18 | a 3'24"   |
| 7    | Daniel Martínez  | Colombia      | a 4'02"   |
| 8    | Soufiane Haddi   | Skydive Dubai | a 4'15"   |
| 9    | Daniel Pearson   | WIGGINS       | a 4'18"   |
| 10   | Songezo Jim      | MTN-Qhubeka   | a 4'44"   |

### Classifica sprint intermedi - Maglia nera
| Pos. | Corridore          | Squadra          | Punti |
| ---- | ------------------ | ---------------- | ----- |
| 1    | Alessandro Bazzana | UnitedHealthc.   | 29    |
| 2    | Aleksej Lucenko    | Astana           | 18    |
| 3    | Gianluca Brambilla | Etixx-Quick Step | 16    |
| 4    | Ėduard Vorganov    | Team Katusha     | 14    |
| 5    | Rafaâ Chtioui      | Skydive Dubai    | 13    |
| 6    | Soufiane Haddi     | Skydive Dubai    | 11    |
| 7    | William Clarke     | Drapac           | 8     |
| 8    | Francisco Mancebo  | Skydive Dubai    | 8     |
| 9    | Federico Zurlo     | UnitedHealthc.   | 6     |
| 10   | Maksim Bel'kov     | Team Katusha     | 5     |